# Frullo
Frullo (in originale: Master Shake) è uno dei protagonisti della serie animata statunitense Aqua Teen Hunger Force, creata da Matt Maiellaro e Dave Willis. Il personaggio è comparso in varie opere tratte dalla serie animata, in diversi videogiochi, album e nei lungometraggi Aqua Teen Hunger Force Colon Movie Film for Theaters del 2007 e Aqua Teen Forever: Plantasm del 2022, oltre ad apparire costantemente durante eventi e bumper del blocco televisivo Adult Swim di Cartoon Network. Nel doppiaggio originale è interpretato da Dana Snyder, mentre nell'adattamento italiano il suo ruolo è stato affidato a Luigi Ferraro.
Nella serie originale, Frullo è il compagno di stanza di Fritto e Polpetta coi quali forma il collettivo "Aqua Teen Hunger Force". Residenti del New Jersey durante le prime sette stagioni, di Seattle, a Washington, nell'ottava stagione e della fittizia Seattle, nel New Jersey, nelle ultime tre stagioni, i tre protagonisti convivono con il loro vicino di casa scorbutico Carl Brutananadilewski. Seppur il compito iniziale degli Aqua Teen era quello di investigare e risolvere i reati della loro città, la trama si è sviluppata maggiormente su un format non canonico basato sulle interazioni con i supercattivi e altri individui.
Frullo è stato progettato originariamente durante la sesta stagione di Space Ghost Coast to Coast nel 1999, circa un anno prima del debutto ufficiale in Aqua Teen Hunger Force. L'episodio fu scartato a causa della mancanza di Space Ghost per la maggior parte dell'episodio ed è stato successivamente prodotto come parte dell'ottava stagione col titolo Baffler Meal, trasmesso il 1º gennaio 2003.

## Ruolo inAqua Teen Hunger Force
Frullo è un Frappé antropomorfo che convive con i suoi compagni di stanza Fritto e Polpetta, noti collettivamente come "Aqua Teen Hunger Force", in un quartiere suburbano del sud New Jersey e successivamente a Washington e nella residenza fittizia di Seattle, in New Jersey, pur rimanendo i vicini di casa di Carl Brutananadilewski, un uomo obeso e scorbutico, amante dello sport. Gli Aqua Teen furono creati dal Dott. Weird insieme alla crocchetta di pollo Chicken Bittle (il quarto componente originale della squadra) con lo scopo di farli schiantare con un jet contro un muro di mattoni. Rendendosi conto dell'inutilità della missione, Fritto ha fatto deviare il jet dopo essersi scontrato con Bittle, stabilendo una rotta verso l'Africa, dove avrebbero cercato di usare la loro intelligenza per risolvere la fame nel mondo. Dopo essere atterrati con i loro paracaduti, Bittle fu attaccato e mangiato da un leone mentre i restanti tre tentarono di raggiungere un piccolo villaggio dove furono scacciati dagli indigeni, decidendo quindi di affittare una casa nel New Jersey. Nonostante Walter Melon, il creatore dell'Insanoflex durante gli eventi del film della serie, sostenga di essere lui il creatore del Dott. Weird e degli Aqua Teen, il creatore Dave Willis ha confermato il racconto di Fritto come veritiero confermando che Frullo, Fritto e Polpetta sono fratelli.
Frullo, insieme a Carl, è stato sposato brevemente con una sposa per corrispondenza cecena di nome Svetlana. Come Fritto e Polpetta, anche Frullo è stato un detective nei primi tre episodi della serie, lasciando inspiegabilmente questo incarico nell'episodio Mayhem of the Mooninites. Durante la serie ha svolto diversi lavori saltuari come il supereroe, il compositore, il cameriere, lo sponsor di Boost Mobile, il marines, lo scrittore e il rapper. Con l'eccezione della sua carriera da detective, i lavori di Frullo durano generalmente nel corso di un episodio.
In un episodio della quinta stagione, Frullo sostiene di avere tra i 30 o 40 anni, tuttavia nell'episodio Rabbot Redux afferma di avere circa 40 anni. Nell'episodio Der Inflatable Fuhrer, rivela di far parte della Scientology. Ad eccezioni di Fritto e Polpetta, Frullo non ha alcun potere in particolare ad eccezione della sua capacità di sparare sostanze dalla sua cannuccia e di far esplodere gli oggetti che lancia. In precedenza è stato descritto come un ammiratore di Battaglia per la Terra (e un collezionista delle tazze di 7-Eleven relative al film) nell'episodio Broodwich. Ha mostrato di avere un'ossessione per la musica heavy metal.

## Personaggio

### Aspetto fisico
Frullo si presenta come una grande tazza bianca da Frappé con una cannuccia rosa che sporge dalla sua testa. Sebbene non abbia naso, braccia, gambe o piedi e alcun organo riproduttivo, ha due mani gialle con quattro dita poste sui lati mentre si riferisce alla base del suo corpo come la sua "unica caviglia spessa". Come Polpetta e Fritto, anche Frullo non indossa generalmente abiti e inoltre ha un gioiello incastonato sotto la sua tazza.
Nell'episodio Baffler Meal di Space Ghost Coast to Coast, Frullo ha lo stesso aspetto di base ma con il logo della fittizia catena di fast food Burger Trench, senza le mani e il suo aspetto fisico è più basso e tozzo. Durante la produzione dell'episodio pilota Rabbot di Aqua Teen Hunger Force, Frullo ha attraversato varie fasi di character design che lo mostravano inizialmente con le sopracciglia, il naso a punta o con delle gambe. Il suo design finale è stato confermato verso marzo 2000.
Nell'episodio della sesta stagione Last Last One Forever and Ever, Frullo (noto qui come "Don" Shake) è interpretato dall'attore H. Jon Benjamin, che ha interpretato il personaggio con una tuta bianca, dei guanti gialli ed un berretto da baseball rosa all'indietro.

### Creazione
Dave Willis e Matt Maiellaro concepirono il personaggio di Frullo e dei suoi coinquilini Fritto e Polpetta, un trio di prodotti da fast food antropomorfi, nel 1999 durante la stesura di uno script per la sesta stagione della serie animata Space Ghost Coast to Coast. Soggetto a diverse riscritture nel corso di mesi, l'episodio è stato rifiutato a causa dell'assenza di Space Ghost durante la maggior parte dello stesso ed è stato rielaborato come Kentucky Nightmare, eliminando le apparizioni del trio.
In seguito i due hanno proposto una serie animata basata su Frullo, Fritto e Polpetta. Nonostante sia stata considerata inizialmente "una mossa molto poco convenzionale e molto poco professionale" dai dirigenti della rete, Aqua Teen Hunger Force è entrato in fase di produzione e l'episodio pilota Rabbot è andato in onda senza preavviso il 30 dicembre 2000 su Cartoon Network, durante uno slot a tarda notte in cui era elencato nella "programmazione speciale" insieme ad altre anteprime a sorpresa. 

### Doppiaggio

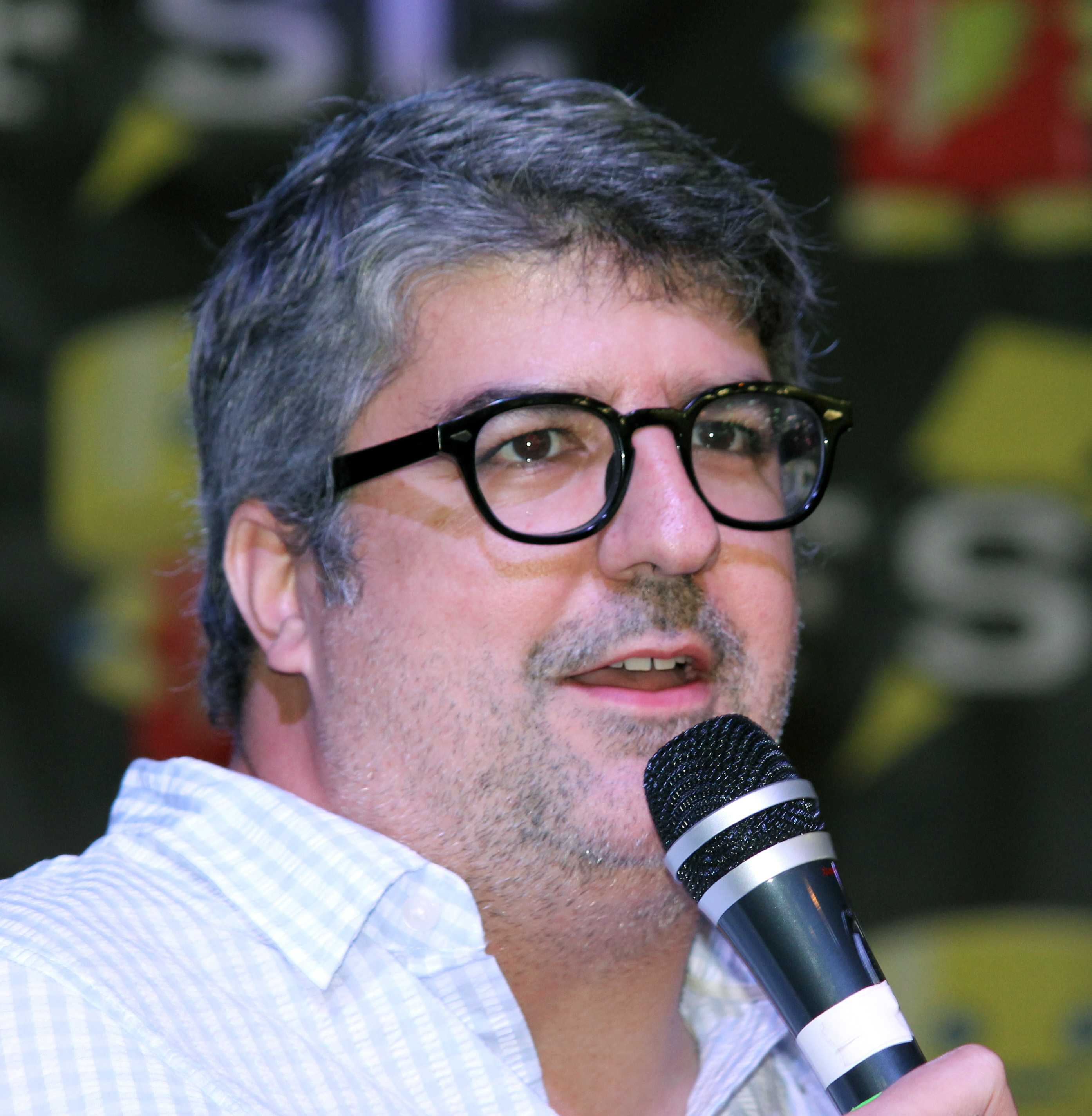
Dana Snyder, il principale doppiatore di Frullo.

Il doppiatore originale di Frullo è Dana Snyder, che ha prestato la sua voce in tutti gli episodi della serie ad eccezione di Robots Everywhere (dove compie un breve cameo fuori schermo) e Sirens della quinta stagione e Un affare dell'altro mondo e Le navicelle gemelle della decima stagione.
Mentre lavorava come comico a New York, Snyder fu consigliato da un suo amico del college riguardo alle audizioni per il personaggio di Frullo, organizzate dagli autori Dave Willis e Matt Maiellaro. Conoscente della fidanzata di Willis all'epoca, Snyder decise di lasciare un messaggio in segreteria con la sua audizione. Secondo Willis, Snyder avrebbe dovuto chiamarlo lo stesso giorno tuttavia se ne dimenticò quando uscì a bere con un amico e lasciò il messaggio in segreteria quella notte. Sebbene il risultato fu soddisfacente, Willis non riuscì a salvare il messaggio e quando chiamo Snyder per registrarne un altro, ne rimase insoddisfatto e gli suggerì di "tornare al bar, bere la stessa quantità del giorno prima e di rifare la chiamata". Snyder approvò e dopo aver lasciato il nuovo messaggio in segreteria, è stato assunto ufficialmente.
La sua interpretazione di Frullo ha portato il personaggio in una "direzione completamente diversa" rispetto alle idee iniziali di Willis e Matt Maiellaro. Nel pitch pilot Baffler Meal di Space Ghost Coast to Coast, Frullo è interpretato da Willis che inizialmente ha pensato di interpretare il personaggio con un evidente autotune (stile in seguito riutilizzato per la voce dei Lunamiani in Aqua Teen Hunger Force) e impersonando l'attore Christopher Walken. In seguito alla produzione ufficiale dell'episodio nel 2003, la voce di Frullo è per la maggior parte il tono di voce normale di Willis. Nell'episodio Last Last One Forever and Ever di Aqua Teen Hunger Force, girato interamente in live action, il personaggio di Frullo è interpretato da H. Jon Benjamin.

## Accoglienza
In seguito all'approdo di Boost Mobile negli Stati Uniti nel 2001, l'azienda ha stretto un accordo con Cartoon Network circa quattro anni dopo per essere inclusa durante un episodio di Aqua Teen Hunger Force sul blocco Adult Swim. Nell'episodio omonimo, Frullo ha un accordo promozionale con Boost Mobile per il quale esalta fortemente i servizi e i cellulari dell'azienda, oltre ad affermare costantemente lo slogan "Where you at?" (letteralmente "Dove sei?"). Oltre ai loghi di Boost Mobile, nell'episodio compaiono due telefoni prodotti dall'azienda: il Motorola i860 Tattoo e il Motorola i830. È stata la prima volta che la serie integrava un accordo di promozione nei suoi episodi, oltre a presentare un deodorante spray parlante del marchio Axe di Unilever alla fine dello stesso episodio. Sviluppato dai creatori della serie insieme alla media buyer dell'azienda Sandy Constan, l'episodio è stato trasmesso l'11 dicembre 2005 durante la stagione dello shopping natalizio e insieme alle sue varie repliche successive, Boost Mobile è stato uno degli episodi più guardati della serie all'epoca oltre ad aver aiutato le vendite dell'azienda.
In una recensione di IGN sul quarto volume in DVD di Aqua Teen Hunger Force, Dave McCutcheon ha apprezzato il tono delle battute di Frullo, oltre a suggerire che i suoi eccessi di rabbia da gelosia sono "il punto esclamativo della battuta finale". Durante la sua revisione sul film della serie, il critico cinematografico Christy Lemire ha elogiato la voce di Frullo, affermando che è "doppiato, come sempre, con meraviglioso sarcasmo da Dana Snyder". 
Nel gennaio 2009, IGN ha posizionato Aqua Teen Hunger Force al 39º posto nella top dei 100 miglior film d'animazione o programmi televisivi, ammirando la "voce amabilmente stridula... e la follia egoistica" di Frullo e definendolo "l'idiota più divertente e stupido mai creato". Nel 2013, lo stesso sito ha aggiornato la serie al 19º posto nella top delle migliori 25 serie animate per adulti. 
Nel 2011, una breve clip della serie con Frullo è stata inclusa durante uno spot pubblicitario per il Samsung Galaxy S II. Dall'agosto 2015, è apparso insieme a Fritto, Polpetta e Carl in uno spot per il servizio in streaming Playstation Vue. Inoltre è apparso nei video promozionali delle catene di fast food Carl's Jr., Hardee's e Slim Jim.